# Papamosques selvàtic
El papamosques selvàtic (Fraseria ocreata) és una espècie d'ocell de la família dels muscicàpids (Muscicapidae) pròpia de l'Àfrica occidental i central. Es troba a tota la selva tropical subsahariana. El seu estat de conservació es considera de risc mínim